# Teenage Angst
Teenage Angst es un mediometraje de bajo costo del director alemán Thomas Stuber. La película fue estrenada el 9 de febrero de 2008 en el Festival Internacional de Cine de Berlín y el 29 de enero de 2009 en los cines del país.

## Argumento
Cuatro alumnos de un colegio internado de élite forman un grupo y escapan en secreto de la escuela para emborracharse y divertirse. Están constantemente buscando los extremos, para evadir el lugar privilegiado donde fueron dejados por sus adinerados padres.
Las celebraciones tienen una excesiva violencia contra el más débil del grupo, Leibnitz (Janusz Kocaj). Dyrbusch (Niklas Kohrt), líder del grupo, y Bogatsch (Michael Ginsburg), su mano derecha, no paran de atormentar violentamente a Leibnitz, que lo sufre en un profundo silencio ya que teme perder la "amistad" y ser expulsado del grupo.
Konstantin (Franz Dinda), parece ser el único que comprende la dimensión moral de lo que hacen. Pero no se anima a enfrentar a los demás. Por esta razón, se ven envueltos en una espiral de violencia que va creciendo hasta que sucede lo que tenía que suceder.